# 臺北市立景興國民中學
臺北市立景興國民中學，簡稱景興國中，是一所位於台北市文山區的國民中學。

## 歷任校長
| 任別 | 姓名   | 任職時間  |
| ---- | ------ | --------- |
| 1    | 孔承先 | 1985年8月 |
| 2    | 高炳南 | 1991年8月 |
| 3    | 蘇明宗 | 1997年8月 |
| 4    | 張勳誠 | 2001年8月 |
| 5    | 池石吉 | 2009年8月 |
| 6    | 林志忠 | 2012年8月 |
| 7    | 蔡來淑 | 2020年8月 |